# Озаряновка
Озаря́новка (укр. Озарянівка, до 2016 г. Пе́рше Тра́вня) — посёлок в Торецкой городской общине Бахмутского района Донецкой области Украины.
Население по переписи 2001 года составляло 413 человек. Телефонный код — 6247.